# Dean Cain
Dean George Cain, nato Dean George Tanaka (Mount Clemens, 31 luglio 1966), è un attore statunitense.
È conosciuto soprattutto per il ruolo di Clark Kent / Superman nella serie televisiva Lois & Clark - Le nuove avventure di Superman. È apparso inoltre in altre opere DC Comics, quali Smallville e Supergirl, interpretando altri ruoli.

## Biografia
Figlio di Roger Tanaka e Sharon Thomas, si trasferisce da giovane con la sua famiglia a Malibù. La madre sposerà il regista Christopher Cain che lo adotterà, da lui prenderà il cognome. Frequenta con successo l'Università di Princeton diventando in quel periodo un campione di football (detiene ancora il record per maggior numero di intercetti in una sola stagione) e capitano della squadra di pallavolo. Dopo il college firma un contratto da professionista con la prestigiosa squadra dei Buffalo Bills, ma un infortunio a un ginocchio nel precampionato lo costringe al ritiro.
Deciderà quindi di dedicarsi alla carriera di attore ottenendo la celebrità internazionale con il ruolo del supereroe Clark Kent / Superman nella serie televisiva Lois & Clark - Le nuove avventure di Superman, recitando la parte dal 1993 fino alla fine della serie nel 1997. Inizia a lavorare anche nell'ambiente cinematografico entrando nel cast di Best Men - Amici per la pelle, un film di Tamra Davis, invece nel 2001 recita insieme a Timothy Olyphant in Il club dei cuori infranti. Nel 2003 prende parte al film Out of Time.
Diventa protagonista di alcuni film come Post Impact - La sfida del giorno dopo e Contatto finale. Dal 2005 al 2006 recita come personaggio ricorrente nella serie televisiva Las Vegas nel ruolo di Casey Manning. Nel 2008 lavorerà insieme a Christopher Walken nel film 5 dollari al giorno. Nel 2009 recita in Tre bambini sotto l'albero, mentre nel 2010 nel film Una tata per Natale. Prende parte nel 2011 a Un avvocato per Babbo Natale, un film di Timothy Bond, invece nel 2012 interpreta un ruolo in Linea nemica - 5 Days of War. Interpreta il ruolo di Jeremiah Danvers in alcuni episodi della serie televisiva Supergirl, inoltre recita la parte di Graham in Lady Dynamite, una serie Netflix.

## Vita privata
Ha avuto una relazione con l'attrice Brooke Shields e con la modella Samantha Torres. Da quest'ultima ha avuto un figlio, Christopher Cain.
Alle elezioni presidenziali negli Stati Uniti d'America del 2012, Cain è stato un sostenitore di Rick Perry, mentre alle elezioni presidenziali negli Stati Uniti d'America del 2016 e del 2020 ha sostenuto e votato Donald Trump. Nel 2018, Cain è stato eletto nel consiglio di amministrazione della National Rifle Association of America.
Nell'agosto 2025 ha fatto endorsement in favore del programma di deportazione di massa  di Donald Trump, sostenendo di volere arruolarsi nei corpi dell'ICE e prestare giuramento "al più presto", invitando i suoi follower sui social a fare altrettanto.

## Filmografia parziale

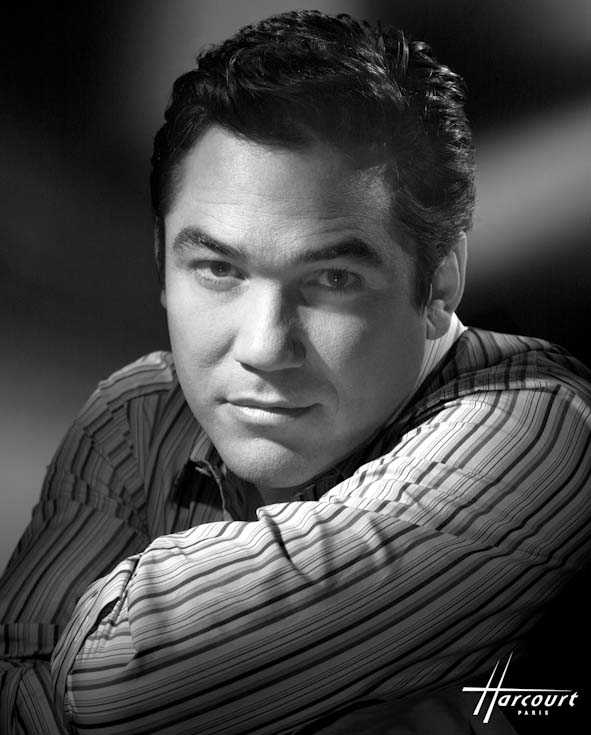
Dean Cain nel 2009

### Attore

#### Cinema
- Elmer, regia di Christopher Cain (1976)
- Charlie and the Talking Buzzard, regia di Christopher Cain (1979)
- The Stone Boy, regia di Christopher Cain (1984)
- Write to Kill, regia di Ruben Preuss (1990)
- Un sommergibile tutto matto (Going Under), regia di Mark W. Travis (1990)
- Miracolo a Santa Monica (Miracle Beach), regia di Skott Snider (1992)
- Just Like Him, regia di Joe Tyburczy – cortometraggio (1995)
- Best Men - Amici per la pelle (Best Men), regia di Tamra Davis (1997)
- Eating Las Vegas, regia di Tracy Fraim – cortometraggio (1997)
- Il club dei cuori infranti (The Broken Hearts Club: A Romantic Comedy), regia di Greg Berlanti (2000)
- Senza alibi (No Alibi), regia di Bruce Pittman (2000)
- Il volo di Fancy (Flight of Fancy), regia di Noel Quiñones (2000)
- Militia, regia di Jim Wynorski (2000)
- For the Cause, regia di David Douglas e Tim Douglas (2000)
- Grandpa's Place, regia di John Carl Buechler – cortometraggio (2000)
- Firetrap - Incubo di fuoco (Firetrap), regia di Harris Done (2001)
- Rat Race, regia di Jerry Zucker (2001)
- New Alcatraz, regia di Phillip J. Roth (2001)
- Phase IV, regia di Bryan Goeres (2001)
- Dark Descent, regia di Daniel Knauf (2002)
- Dragon fighter, regia di Phillip J. Roth (2003)
- Out of Time, regia di Carl Franklin (2003)
- Post Impact - La sfida del giorno dopo (Post Impact), regia di Christoph Schrewe (2004)
- Lost, regia di Darren Lemke (2004)
- Bailey - Il cane più ricco del mondo (Bailey's Billion$), regia di David Devine (2005)
- Truth, regia di Timothy Bond (2006)
- Max Havoc: Ring of Fire, regia di Terry Ingram (2006)
- September Dawn, regia di Christopher Cain (2007)
- Urban Decay, regia di Harry Basil (2007)
- Asso di cuori (Ace of Hearts), regia di David Mackay (2008)
- 5 dollari al giorno ($5 a Day), regia di Nigel Cole (2008)
- Il mio amico Ted (Aussie and Ted's Great Adventure), regia di Shuki Levy – film TV (2009)
- Mamma, che Natale da cani! (The Dog Who Saved Christmas), regia di Michael Feifer – film TV (2009)
- Hole in One, regia di Drew Ann Rosenberg (2009)
- Maneater, regia di Michael Emanuel (2009)
- The Way Home, regia di Lance W. Dreesen (2010)
- Circle of Pain, regia di Daniel Zirilli (2010)
- Abandoned - Amore e inganno (Abandoned), regia di Michael Feifer (2010)
- Una tata per Natale (A Nanny for Christmas), regia di Michael Feifer (2010)
- Bed & Breakfast: Love is a Happy Accident, regia di Marcio Garcia (2010)
- Kill Katie Malone, regia di Carlos Ramos Jr. (2010)
- Subject: I Love You, regia di Francis dela Torre (2011)
- Dirty Little Trick, regia di Brian Skiba (2011)
- Royal Reunion, regia di James Brolin – cortometraggio (2011)
- Linea nemica - 5 Days of War (5 Days of War), regia di Renny Harlin (2012)
- Sweetwater, regia di Brian Skiba (2012)
- I Am Gabriel, regia di Mike Norris (2012)
- Meant to Be, regia di Bradley Dorsey (2012)
- The Red Pill, regia di Dean Cain – cortometraggio (2012)
- Doorway to Heaven, regia di Craig Clyde (2013)
- Man Camp, regia di Brian Brightly (2013)
- L'incredibile caso Babbo Natale (Defending Santa), regia di Brian Skiba (2013)
- At the Top of the Pyramid, regia di Lawrence Jordan (2013)
- Airplane Vs Volcano, regia di James Kondelik e Jon Kondelik (2014)
- God's Not Dead, regia di Harold Cronk (2014)
- The Appearing, regia di Daric Gates (2014)
- Holiday Miracle, regia di Joel Paul Reisig (2014)
- Moschettieri a 4 zampe (The Three Dogateers), regia di Jesse Baget (2014)
- A Belle for Christmas, regia di Jason Dallas (2014)
- Natale con l'ex (Merry Ex-Mas), regia di Brian Skiba (2014)
- Vendetta, regia di Sylvia e Jen Soska (2015)
- Home Run Showdown, regia di Oz Scott (2015)
- Beverly Hills Christmas, regia di Brian Skiba (2015)
- A Dog for Christmas, regia di Joel Paul Reisig (2015)
- Horse Camp, regia di Joel Paul Reisig (2016)
- Mind's Eye, regia di Mark Steven Grove (2016)
- Deadly Sanctuary, regia di Nancy Criss (2017)
- Illicit, regia di Corey Grant (2017)
- The Perfect Day, regia di Jenni Ivers (2017)
- A Parent's Worst Nightmare, regia di Joel Paul Reisig (2017)
- State of Ward, regia di Ron Raphael Jacobs – cortometraggio (2017)
- The Incantation, regia di Jude S. Walko (2018)
- Megan's Christmas Miracle, regia di Jason Campbell e Deven Bromme (2018)
- Prolonged Exposure, regia di Travis Thoms (2018)
- Gosnell: The Trial of America's Biggest Serial Killer, regia di Nick Searcy (2018)
- 2050, regia di Princeton Holt (2018)
- The Challenger Disaster, regia di Nathan VonMinden (2019)
- Sweet Inspirations, regia di Brittany Yost (2019)
- Madness in the Method, regia di Jason Mewes (2019)

#### Televisione
- Christine Cromwell – serie TV, episodi 1x01-1x03 (1989-1990)
- Una famiglia come le altre (Life Goes On) – serie TV, episodio 2x02 (1989)
- Tutti al college (A Different World) – serie TV, episodio 5x14 (1992)
- Grapevine – serie TV, episodio 1x01 (1992)
- Beverly Hills 90210 – serie TV, 4 episodi (1992)
- Lois & Clark - Le nuove avventure di Superman (Lois & Clark: The New Adventures of Superman) – serie TV, 87 episodi (1993–1997) - Clark Kent / Superman
- Living Single – serie TV, episodio 3x11 (1995) - non accreditato
- Cutty Whitman, regia di Robert Singer – film TV (1996) - non accreditato
- Tra fede e giustizia (Rag and Bone), regia di James D. Parriott – film TV (1997)
- Dogboys, regia di Ken Russell – film TV (1998)
- Futuresport, regia di Ernest Dickerson – film TV (1998)
- Ripley's Believe It or Not! - reality TV, 88 episodi (1999-2003)
- Fantasy Island – serie TV, episodio 1x11 (1999)
- The Runaway, regia di Arthur Allan Seidelman – film TV (2000)
- Just Shoot Me! – serie TV, episodio 5x21 (2001)
- Colpo di Natale (Christmas Rush), regia di Charles Robert Carner – film TV (2002)
- Frasier – serie TV, episodio 10x10 (2002)
- Tenero Ben (Gentle Ben), regia di David S. Cass Sr. – film TV (2002)
- Glow - La casa del mistero (The Glow), regia di Craig R. Baxley – film TV (2002)
- Gentle Ben 2: Danger on the Mountain, regia di David S. Cass Sr. (2002)
- The Division – serie TV, 8 episodi (2003-2004)
- Malinteso d'amore (I Do (But I Don't)), regia di Kelly Makin – film TV (2004)
- Clubhouse – serie TV, 11 episodi (2004-2005)
- The Perfect Husband: Il marito perfetto (The Perfect Husband: The Laci Peterson Story), regia di Roger Young – film TV (2004)
- Law & Order - Unità vittime speciali (Law & Order: Special Victims Unit) – serie TV, episodio 7x08 (2005)
- Hope & Faith – serie TV, 4 episodi (2005)
- Mayday, regia di T.J. Scott – film TV (2005)
- Las Vegas – serie TV, 9 episodi (2005-2006)
- Mi sposo a Natale (A Christmas Wedding), regia di Michael Zinberg – film TV (2006)
- Dead & Deader, regia di Patrice Dinhut – film TV (2006)
- Apocalypse - L'Apocalisse, regia di John Lafia – miniserie TV (2006)
- Hidden Camera - Indagine pericolosa (Hidden Camera), regia di Bryan Goeres – film TV (2007)
- Crossroads: A Story of Forgiveness, regia di John Kent Harrison – film TV (2007)
- Contatto finale (Final Approach), regia di Armand Mastroianni – film TV (2007)
- Protect and Serve, regia di Sergio Mimica-Gezzan – film TV (2007)
- Smallville – serie TV, episodio 7x4 (2007)
- CSI: Miami – serie TV, episodio 6x8 (2007)
- Un uomo da copertina (Making Mr. Right), regia di Paul Fox – film TV (2008)
- Il giocatore, la ragazza e il pistolero (The Gambler, the Girl and the Gunslinger), regia di Anne Wheeler – film TV (2009)
- Stuck, regia di Matthew Leutwyler – film TV (2009)
- Entourage – serie TV, episodio 6x11 (2009)
- Tre bambini sotto l'albero (The Three Gifts), regia di David S. Cass Sr. – film TV (2009)
- Arctic Predators: Terrore tra i ghiacci (Arctic Predator), regia di Víctor García – film TV (2010)
- Un bianco Natale per Zeus (The Dog Who Saved Christmas Vacation), regia di Michael Feifer – film TV (2010)
- La leggenda di Mickey Tussler (A Mile in His Shoes), regia di William Dear – film TV (2011)
- Zeus alla conquista di Halloween (The Dog Who Saved Halloween), regia di Peter Sullivan – film TV (2011)
- Un avvocato per Babbo Natale (The Case for Christmas), regia di Timothy Bond – film TV (2011)
- Burn Notice - Duro a morire (Burn Notice) – serie TV, episodio 5x18 (2011)
- Criminal Minds – serie TV, episodio 7x13 (2011)
- Operazione cupcake (Operation Cupcake), regia di Bradford May – film TV (2012)
- Zeus e il Natale in California (The Dog Who Saved the Holidays), regia di Michael Feifer – film TV (2012)
- Non fidarti della str**** dell'interno 23 (Don't Trust the B---- in Apartment 23) – serie TV, episodi 1x07-2x05-2x06 (2012)
- Hit the Floor – serie TV, 34 episodi (2013-2018)
- Zeus - Una Pasqua da cani (The Dog Who Saved Easter), regia di Sean Olson – film TV (2014)
- Mulaney – serie TV, episodio 1x1 (2014)
- Un desiderio che si avvera (A Wish Come True), regia di Mark Rosman – film TV (2015)
- Un'estate da cani - Il ritorno di Zeus (The Dog Who Saved Summer), regia di Sean Olson – film TV (2015)
- Supergirl – serie TV, 6 episodi (2015-2017)
- BreakUp FixUp – serie TV, episodio 1x1 (2016)
- Lady Dynamite – serie TV, 6 episodi (2016)
- Una telecamera per due (Broadcasting Christmas), regia di Peter Sullivan – film TV (2016)
- Winter's Dream, regia di David Winning – film TV (2018)
- The Curse – serie TV, 2 episodi (2023)

### Doppiatore

#### Cinema
- A Christmas Adventure ...From a Book Called Wisely's Tales - film (2001)
- Firedog - film (2010)
- La storia della Principessa Splendente (かぐや姫の物語 Kaguya-hime no monogatari) - film (2013)
- DC Super Hero Girls: Super Hero High - film (2016)
- DC Super Hero Girls: Hero of the Year - film (2016)

#### Televisione
- Happily Ever After: Fairy Tales for Every Child - serie animata (1997)
- Adventures from the Book of Virtues - serie animata (1998)
- Robot Chicken - serie animata (2005)
- DC Super Hero Girls - serie animata (2015)

#### Videogiochi
- Grandia Xtreme - videogioco (2002)

## Doppiatori italiani
Nelle versioni in italiano delle opere in cui ha recitato, Dean Cain è stato doppiato da: 
- Fabio Boccanera in New Alcatraz, Zeus - Una Pasqua da cani, Un'estate da cani - Il ritorno di Zeus, Bailey - Il cane più ricco del mondo
- Roberto Certomà in 5 dollari al giorno, 5 Days of War, CSI: Miami
- Simone Mori ne Il club dei cuori infranti, Colpo di Natale
- Andrea Ward in Lois & Clark - Le nuove avventure di Superman (ep. 1x01-11), Nessun alibi
- Riccardo Niseem Onorato in Out of Time, Hope & Faith
- Massimo De Ambrosis in Mi sposo per Natale, Criminal Minds
- Luciano Marchitiello in Lois & Clark - Le nuove avventure di Superman (ep. 1x12-22)
- Claudio Capone in Lois & Clark - Le nuove avventure di Superman (st. 2-4)
- Massimo Pizzirani in Rat Race
- Pierluigi Astore in Frasier
- Marco Benvenuto in Abandoned - Amore e inganno
- Maurizio Romano in Best Men - Amici per la pelle
- Alessio Cigliano in Law & Order - Unità vittime speciali
- Mauro Gravina in Post Impact - La sfida del giorno dopo
- Gianluca Iacono in Un avvocato per Babbo Natale
- Simone D'Andrea in Tre bambini sotto l'albero
- Patrizio Prata in Glow - La casa del mistero
- Franco Mannella in Un uomo da copertina
- Francesco Prando in Smallville
- Lorenzo Scattorin in Malinteso d'amore
- Guido Di Naccio in Hidden Camera - Indagine pericolosa
- Francesco Meoni in Apocalypse - L'Apocalisse
- Vittorio De Angelis in Las Vegas
- Edoardo Nordio in The Way Home
- Riccardo Scarafoni in God's Not Dead
- Roberto Gammino in Non fidarti della str**** dell'interno 23
- Massimo Bitossi in Supergirl
- Daniele Valenti in The Curse